# Élections législatives de 2012 dans les Alpes-de-Haute-Provence
Les élections législatives françaises de 2012 se déroulent les 10 et 17 juin 2012. Dans le département des Alpes-de-Haute-Provence, deux députés sont à élire dans le cadre de deux circonscriptions. 
Les Alpes-de-Haute-Provence ne sont pas concernées par le redécoupage électoral.

## Élus
| Circonscription | Député sortant    | Parti | Parti | Groupe | Député élu ou réélu | Parti | Parti | Groupe |
| --------------- | ----------------- | ----- | ----- | ------ | ------------------- | ----- | ----- | ------ |
| 1re             | Jean-Louis Bianco |       | PS    | SRC    | Gilbert Sauvan      |       | PS    | SRC    |
| 2e              | Daniel Spagnou    |       | UMP   | UMP    | Christophe Castaner |       | PS    | SRC    |

## Résultats

### Analyse
La gauche remporte les deux sièges des Alpes-de-Haute-Provence. Le maire socialiste de Castellane, Gilbert Sauvan, prend facilement la succession de Jean-Louis Bianco, dont il fut le suppléant, et la gauche récupère la circonscription de Manosque, au nord et à l'ouest, tenue par l'UMP depuis 2002. C'est le maire PS de Forcalquier Christophe Castaner qui s'impose dans cette circonscription dont le député sortant ne se représentait pas.

### Résultats à l'échelle du département
| Parti          | Parti                             | Premier tour | Premier tour | Second tour | Second tour | Sièges |
| Parti          | Parti                             | Voix         | %            | Voix        | %           | Sièges |
| -------------- | --------------------------------- | ------------ | ------------ | ----------- | ----------- | ------ |
|                | Parti socialiste                  | 26 158       | 34,43        | 41 196      | 56,25       | 2      |
|                | Les Verts                         | 4 716        | 6,21         |             |             | 0      |
|                | Divers gauche dont MDC            | 279          | 0,37         | 0           |             |        |
|                | Majorité présidentielle           | 31 153       | 41,00        | 41 196      | 56,25       | 2      |
|                |                                   |              |              |             |             |        |
|                | Union pour un mouvement populaire | 20 353       | 26,79        | 32 041      | 43,75       | 0      |
|                | Divers droite dont DLR et PCD     | 1 502        | 1,98         |             |             | 0      |
|                | Nouveau centre                    | 497          | 0,65         | 0           |             |        |
|                | Alliance centriste                | 220          | 0,29         | 0           |             |        |
|                | Droite parlementaire              | 22 572       | 29,71        | 32 041      | 43,75       | 0      |
|                |                                   |              |              |             |             |        |
|                | Front national                    | 12 075       | 15,89        |             |             | 0      |
|                | Front de gauche                   | 7 289        | 9,59         | 0           |             |        |
|                | Mouvement démocrate               | 1 192        | 1,57         | 0           |             |        |
|                | Divers écologiste dont AÉI        | 1 020        | 1,34         | 0           |             |        |
|                | Extrême gauche dont LO et NPA     | 679          | 0,89         | 0           |             |        |
|                |                                   |              |              |             |             |        |
| Inscrits       | Inscrits                          | 123 909      | 100,00       | 123 912     | 100,00      | 2      |
| Abstentions    | Abstentions                       | 46 607       | 37,61        | 47 501      | 38,33       |        |
| Votants        | Votants                           | 77 302       | 62,39        | 76 411      | 61,67       |        |
| Blancs et nuls | Blancs et nuls                    | 1 322        | 1,71         | 3 174       | 4,15        |        |
| Exprimés       | Exprimés                          | 75 980       | 98,29        | 73 237      | 95,85       |        |

### Résultats par circonscription

#### Première circonscription (Dignes-les-Bains)
| Candidat       | Candidat                  | Parti                    | Premier tour | Premier tour | Second tour | Second tour |  |
| Candidat       | Candidat                  | Parti                    | Voix         | %            | Voix        | %           |  |
| -------------- | ------------------------- | ------------------------ | ------------ | ------------ | ----------- | ----------- |  |
|                | Gilbert Sauvan élu        | PS                       | 12 286       | 33,04        | 20 785      | 58,60       |  |
|                | Éliane Barreille          | UMP                      | 8 804        | 23,68        | 14 684      | 41,40       |  |
|                | Ghislaine Aubert          | FN                       | 6 160        | 16,57        |             |             |  |
|                | Jean-Louis Pin            | FG (PCF) (Divers gauche) | 3 654        | 9,83         |             |             |  |
|                | Gérard de Meester         | EÉLV                     | 3 014        | 8,11         |             |             |  |
|                | Marie-Anne Baudoui-Maurel | Divers droite            | 1 187        | 3,19         |             |             |  |
|                | Daniel Ragolski           | AÉI                      | 693          | 1,86         |             |             |  |
|                | Frédéric Santiago         | CpF (MoDem)              | 565          | 1,52         |             |             |  |
|                | Hubert Cabassut           | MRC                      | 279          | 0,75         |             |             |  |
|                | Caroline Alonso           | LO                       | 192          | 0,52         |             |             |  |
|                | Joëlle Tebar              | NC                       | 180          | 0,48         |             |             |  |
|                | Mireille Carle            | NPA                      | 170          | 0,46         |             |             |  |
|                | Ludivine Evano            | DLR                      | 0            | 0,00         |             |             |  |
|                |                           |                          |              |              |             |             |  |
| Inscrits       | Inscrits                  | Inscrits                 | 60 582       | 100,00       | 60 572      | 100,00      |  |
| Abstentions    | Abstentions               | Abstentions              | 22 681       | 37,44        | 23 221      | 38,34       |  |
| Votants        | Votants                   | Votants                  | 37 901       | 62,56        | 37 351      | 61,66       |  |
| Blancs et nuls | Blancs et nuls            | Blancs et nuls           | 717          | 1,89         | 1 882       | 5,04        |  |
| Exprimés       | Exprimés                  | Exprimés                 | 37 184       | 98,11        | 35 469      | 94,96       |  |

#### Deuxième circonscription (Manosque)
| Candidat       | Candidat                | Parti          | Premier tour | Premier tour | Second tour | Second tour |  |
| Candidat       | Candidat                | Parti          | Voix         | %            | Voix        | %           |  |
| -------------- | ----------------------- | -------------- | ------------ | ------------ | ----------- | ----------- |  |
|                | Christophe Castaner élu | PS             | 13 872       | 35,76        | 20 411      | 54,04       |  |
|                | Jean-Claude Castel      | UMP            | 11 549       | 29,77        | 17 357      | 45,96       |  |
|                | Jean-Claude Diedrich    | FN             | 5 915        | 15,25        |             |             |  |
|                | Martine Carriol         | FG (PCF)       | 3 635        | 9,37         |             |             |  |
|                | Catherine Berthonnèche  | EÉLV           | 1 702        | 4,39         |             |             |  |
|                | Isabelle Verschuren     | CpF (MoDem)    | 627          | 1,62         |             |             |  |
|                | Yamina Guebli           | AÉI            | 327          | 0,84         |             |             |  |
|                | Bruno Morin             | NC             | 317          | 0,82         |             |             |  |
|                | Noël Chuisano           | DLR            | 315          | 0,81         |             |             |  |
|                | Jean-Michel Rovida      | AC             | 220          | 0,57         |             |             |  |
|                | Brigitte Picard         | NPA            | 179          | 0,46         |             |             |  |
|                | Cyril Belmonte          | LO             | 138          | 0,36         |             |             |  |
|                |                         |                |              |              |             |             |  |
| Inscrits       | Inscrits                | Inscrits       | 63 327       | 100,00       | 63 340      | 100,00      |  |
| Abstentions    | Abstentions             | Abstentions    | 23 926       | 37,78        | 24 280      | 38,33       |  |
| Votants        | Votants                 | Votants        | 39 401       | 62,22        | 39 060      | 61,67       |  |
| Blancs et nuls | Blancs et nuls          | Blancs et nuls | 605          | 1,54         | 1 292       | 3,31        |  |
| Exprimés       | Exprimés                | Exprimés       | 38 796       | 98,46        | 37 768      | 96,69       |  |